# 圣日耳曼德塔勒旺德-拉朗德沃蒙
圣日耳曼德塔勒旺德-拉朗德沃蒙（法語：Saint-Germain-de-Tallevende-la-Lande-Vaumont，法語發音：[sɛ̃ ʒɛʁmɛ̃ də talvɑ̃d la lɑ̃d vomɔ̃] ⓘ）是法国卡尔瓦多斯省的一个旧市镇，属于维尔区。圣日耳曼德塔勒旺德-拉朗德沃蒙于1973年由原市镇圣日耳曼德塔勒旺德（Saint-Germain-de-Tallevende）与拉朗德沃蒙（La Lande-Vaumont）合并而成，成为了法国名称最长的三个市镇之一。2016年1月1日，圣日耳曼德塔勒旺德-拉朗德沃蒙与7个临近市镇合并为新市镇维尔诺曼底（Vire Normandie）。

## 地理
圣日耳曼德塔勒旺德-拉朗德沃蒙（48°48'2"N, 0°54'8"W）面积41.89 平方千米，位于法国诺曼底大区卡爾瓦多斯省，该省份为法国西北部沿海省份，北濒大西洋英吉利海峡，东北与滨海塞纳省以海上边界相接，东临厄尔省，南至奧恩省，西与芒什省接壤。
与圣日耳曼德塔勒旺德-拉朗德沃蒙接壤的市镇（或旧市镇、城区）包括：尚迪布、迈松塞勒拉茹尔当、鲁卢尔、圣芒维厄博卡日、维尔、加特莫、绍略、旺容、维尔诺曼底。

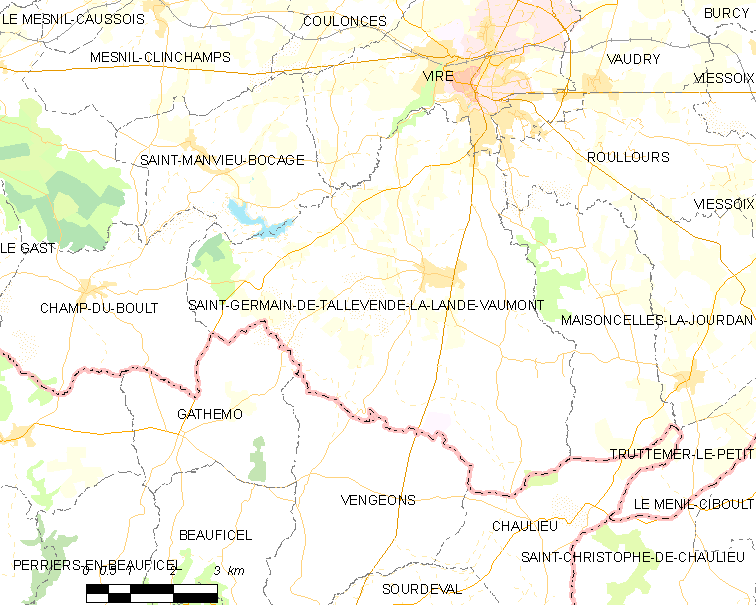
圣日耳曼德塔勒旺德-拉朗德沃蒙的OSM定位图

圣日耳曼德塔勒旺德-拉朗德沃蒙的时区为UTC+01:00、UTC+02:00（夏令时）。

## 行政
圣日耳曼德塔勒旺德-拉朗德沃蒙的邮政编码为14500，INSEE市镇编码为14584。

## 政治
圣日耳曼德塔勒旺德-拉朗德沃蒙所属的省级选区为维尔诺曼底县。

## 人口

1962-2008年间圣日耳曼德塔勒旺德-拉朗德沃蒙人口变化图示

圣日耳曼德塔勒旺德-拉朗德沃蒙于2018年1月1日时的人口数量为1945人。